# サイファー (漫画)
『サイファー』は、かとうひろしによる日本の漫画作品。『月刊コロコロコミック』（小学館）にて1995年10月号より1996年8月号まで連載された。単行本はてんとう虫コミックスより全2巻で、現在は絶版。

## 概要
この作品は、それまでタイアップ漫画が中心であったかとうひろしが『コロコロ』で再デビューを飾った後の初オリジナル作品である。『激闘英雄伝・ワールドヒーローズ』が終了し、編集部から「オリジナルをやってみないか?」という提案をされ、読みきり作品からはじまり「オリジナル作品の連載獲得」への日々が続くこととなる。ラフ案、スケッチなどを含めその執筆量は200ページ以上に及んだともいわれる。そして、1995年に編集会議をクリアし、ついに『コロコロコミック』で初となるかとうひろしオリジナル作品である本作が連載されることとなる。
児童漫画でありながらグロテスクな描写も含まれている他、強い怪奇性・ホラー性と暗さを帯びた作風が特徴であり、この作品はのちのかとう作品にも通じる怪奇恐怖路線の連載第一作ともなった。
2008年発売の『熱血!!コロコロ伝説』最終刊に同作が収録されることが決定していたものの、最終的に選考から漏れる（ただし、『熱血!!コロコロ伝説』のコンビニコミック版第2巻『恐愕!!トラウマまんが傑作選』に本作の第1話と第3話が収録された）。代わりにかとう作品では『仮面ライダーSD 疾風伝説』が1991-1992に収録されている。
また、作者が専門学校向けなどに執筆した「マンガのマンガ」という作品ではこの作品の導入部を利用し、どういった構成が読者を惹きつけるかという題材として紹介されている。
2007年からは携帯電話向けに「ケータイ★まんが王国」で配信されている。また作者の公式ホームページ内で全話無料で閲覧可能。

## あらすじ
額に星型のあざを持つ少年、「諸星一輝」は不思議な夢に悩まされていた。「PSYPER」という謎の言葉を残す怪物と「やつらがやってくる」という謎の声。そんな一輝にはスプーン曲げなどの超能力があり、友達にもよく自慢げに見せていた。しかし、ある日謎の大男が現れ夢の中のあの声が忠告する。「その男から早く離れろ」と。男と出会ったのち、母親に祖父が事故に遭ったと告げられ病院に向かうが、そこは既に廃屋と化していた。母親の正体は、母親に擬態していた怪物「ガイ魔」であった。ガイ魔・バンディの突然の襲撃に2つ尾の犬が一輝を助ける。その犬こそガイ魔と闘う力を持つサイコ・パワーを持つ戦士『サイファー』との会話が可能なドラゴンドッグ「ウォン」であった。闘いの中、母親が殺されたことを知った一輝は怒りでパワーを解き放ち、襲い来るガイ魔を辛くも撃退する。
ウォンからガイ魔の目的を聞かされた一輝は混乱するも、ガイ魔・ヴォルグに操られた同じマンションの住人が自分たちへと襲い掛かってきたことから、自身の身と周囲の人を守るため、そして人類を脅かす「ガイ魔王」の復活を阻止するために、同じサイファーたる仲間たちを探して旅立つのだった。
まずイッキたちが目をつけたのは、超能力少女としてTVで取り上げられていた姫野ミカだった。しかし彼女はイッキたちの目の前で、ガイ魔・ズーに操られた自動車によって撥ねられてしまう。病院に搬送されたミカを守ってイッキはズーと戦うが、苦戦を強いられる。しかしウォンの呼びかけによってミカがサイファーとして覚醒したことで形勢逆転。ズーに勝利した二人は共にガイ魔と戦うことになる。
続けてイッキたちはTVで話題の霊能力者と接触するため、心霊番組の撮影が行われる廃屋へと忍びこむ。しかし霊能力者は完全なインチキで、廃屋に巣を張っていたガイ魔・フェイススパイダーによって撮影スタッフともども喰われてしまう。イッキたちもフェイススパイダーとの戦いに苦戦するが、駆けつけた炎修太によって窮地を救われ、彼の持ってきた手紙に従って赤霧市を目指す。
赤霧市へ向かう列車内でムカデ型ガイ魔の襲撃を切り抜けたイッキたちは、そこでイワン、シンという二人のサイファーと出会う。ガイ魔王が封印されている赤霧では、霧の中を吸血型ガイ魔が徘徊して人を襲い、ガイ魔王復活のため血を集めて回っていた。イモ虫型ガイ魔を倒したイッキたちは、ガイ魔に協力するサイファー・ニヒルをガイ魔・パラサイターから解放するが、彼は説得に応じず姿を消してしまう。
ついにガイ魔王復活の時が迫り、イッキたちは赤霧山地下でガイ魔たちとの決戦に挑む。しかし多勢に無勢で、一人、また一人とサイファーたちは倒れていく。もはやここまでと覚悟を決めたイッキは、持てる念動力のすべてを駆使して赤霧山を噴火させ、溶岩でガイ魔王と軍勢を滅ぼそうとする。自らの死を予見していたシンが溶岩に飲み込まれる中、駆けつけたニヒルがイッキたちをテレポートで脱出させようとする。しかし直後に本格的な噴火が始まり、イッキたちもまた溶岩に囲まれてしまう。
すべてが終わった後、何も知らない人々は赤霧山の噴火も些細なこととして片付けてしまっていた。そんな中、二本の尾を持った野良犬が雑踏の中へと歩いて行くシーンで物語は幕を下ろす。

## 登場人物

### サイファー
作中に登場する超能力者の総称。劇中では何を意味するかは明言されていなかったが、単行本の巻末に掲載された設定資料集ではPSYCHO POWER FIGHTER（サイコパワーファイター）の略称であると説明されていた。ウォンによると、サイファーは世界中にいるとのこと。設定資料にも登場しなかったサイファーたちのデザインが数人掲載されている。
諸星一輝（もろぼし いっき）
主人公。額に星型のあざを持つ。彼の力は思念で物を動かしたり破壊したりするコトのできる超能力「念動力（テレキネシス）」。仲間達には「イッキ」と呼ばれる。
能力自体は既に覚醒していたものの最初は思うように扱うことが出来なかったが、闘いの中、怒りによって超能力を開放していく。自身が重傷を負っても折れる事の無い意志力と、土壇場で活路を切り開く機転を併せ持ち、ガイ魔との戦いに勝利を重ねる。最終決戦ではシンの助言を受け、道連れ覚悟で地盤を破壊し、マグマを呼び込んでガイ魔王を倒した。その後、迫るマグマの中で尼蛭に救いの手を差し伸べられつつ「死んでたまるか！」と叫ぶ場面が最後の姿となる。
ウォン
二本の尾を持つ竜犬族（ドラゴンドッグ）の生き残り。かつて彼の一族は人間に味方したため、ガイ魔によって滅ぼされた。念話で意思疎通が可能であり、一輝の相棒にしてチームの頭脳的存在となる。
幻覚投射などの簡単な超能力が使えるが、ガイ魔に対抗できるほどの戦闘力は持っていない。最終決戦の後は野良犬として街を歩いており、作中の描写で唯一生存が確認できるメンバーであった。
同じ作者の読みきり作品「ドラゴンMyフレンド」にも同名の竜犬族（ドラゴンドッグ）が登場するが、同一人（犬）物ではない。
姫野ミカ（ひめの みか）
白い天使の力の持ち主「治癒能力者（ヒーラー）」。15歳。8月生まれのおとめ座。手のひらに星型のあざを持つ。ガイ魔によって致命傷を負わされ死の淵をさまよっていたが、ウォンの呼びかけにより意識を取り戻した。ヒーラーとしての潜在能力は高く、呼びかけに応じて目覚めた後、瞬く間に起き上れるほどに回復した。戦闘能力は無く、基本的に戦いの矢面には立たないものの、いざとなれば野球バットを手に戦う事も辞さない気丈さを持つ。
少々気の強い性格で、出会った直後からやんちゃな性格の一輝と反目していたが、一輝のよき姉的な役割としてチームをサポートしていく。最終決戦ではガイ魔の奇襲を受け、重傷を負って倒れつつも「イッキに付いていく」と告げた。
炎修太（ほむら しゅうた）
通称「チビ」。炎を自在に操る力をもつ「発火能力者（ファイアースターター）」。洋館でピンチに陥っていた一輝たちをかろうじて救う。能力が能力なので直接的な攻撃力・殺傷力が非常に高い。星型のあざは右腕に三つある。初登場時は一言も口を利かずウォンと念話で話すだけだったが、次の回からは普通に喋るようになった。
シンの予知に従い、一輝らをシンの元へと連れて行くことが目的であった。サイファーの中では最年少でまだ幼稚園児であるが、ガイ魔との戦いにおいては一切の躊躇いを見せず、救う手だてが殺す以外にないと判断すれば人間であろうと迷わず手にかけるなど、その判断力と胆力は子供の域を超越している。仲間になってからは稀に年相応の表情を見せる事もある。最終決戦ではウォンに乗ってガイ魔の群れと戦っていたが、ミカに続いてガイ魔の奇襲を受けて重傷を負う。マグマを呼び込んでガイ魔を一掃する局面では「みんなといっしょならこわくない」と告げた。
単行本に載っていた設定資料によると、彼の実家は「発火能力者」の家系であり、彼の火力は歴代最強とのこと。作中では「チビ」としか呼ばれておらず、「炎修太」という名前も単行本の登場人物紹介と設定資料のみに記載されている。設定資料によると水が苦手だが、それは能力の為ではなく単純に泳げないからとの事。
イワン
心の声を聴くことと心に入り込んで自らの声を聞かせることもできる能力者「精神感応（テレパス）」。どんな人間の心も読むことが出来るが、その声は好む好まずにかかわらず聴こえてしまう。
その能力のため、サイファーには珍しく戦闘力はほとんど持っていないが、その屈強な肉体を活かして岩に埋もれかけたミカ達を助けたり、最終決戦では斧を手に戦った。サイファー一の巨漢だが、親の愛を知らないがゆえに悪に属した尼蛭の孤独と悲しみを思いやり涙を流す優しい心を持っている。
シン
未来を予知する能力を持つ「予知能力者（プレコグニション）」。ただし、確定していない未来を見ることはできない。
ガイ魔王復活に備え、6人のサイファーを全て呼び寄せることが目的であり、修太を一輝の元へ向かわせたのも彼である。最終決戦では地盤を破壊してマグマを呼び込み、ガイ魔王もろともガイ魔を一掃する作戦を考案する。ガイ魔王が倒されるとただ一人岩の上に取り残され、「新しい未来がはじまるぞ」と笑顔で告げてマグマに呑まれていった。作中では唯一死亡が確認されたサイファーとなった。
尼蛭（にひる）
一瞬のうちに空間を移動する能力の持ち主「瞬間移動（テレポーテーション）」。両親を知らない捨て児であり、施設でのいじめや親の温かさと愛情を知らないために全ての人間を敵とみなし、最初はガイ魔と手を組んで人間界の王となることを目論んでいた。
後にパラサイターに寄生されて異形と化すも、イワンとの対話によって僅かに人間としての心を取り戻し、パラサイターに抵抗して一輝達を助けた事をミカに感謝されつつ治療を受け、その場こそ相容れず分かれたものの最終的にはマグマに呑まれそうになった一輝達を助けに来た。

### ガイ魔
人間の生まれるよりもはるか太古から地球上に存在している生命体で、人間が持つ恐怖という感情が発するエネルギーを糧として生きる怪物である。アジア、アメリカ、ヨーロッパ各地に潜伏しているガイ魔たちの下にサイファーハンターと呼ばれる下級のガイ魔たちが付く。ガイ魔王の復活にとって障害となりかねないサイファーたちを抹殺することが彼らの仕事である（単行本巻末の設定資料より。作中では詳しく語られなかった）。殆どの個体は人語を話せるが、性格はいずれも極めて残虐。恐怖を糧とする通り、人間を惨たらしく殺害する。
バンディ
一輝の元に現れた最初のガイ魔。リザードマンのような爬虫類に似た姿で、体から金属の錆びたような臭いがする。変身能力があるが、変身には対象者の新鮮な細胞が必要となるため、相手を丸ごと食ってしまう。一輝の母親を殺した張本人。すさまじい怪力の持ち主で、伸縮自在の腕で相手を捕まえることができる。
怒りの力によって念動力を解放させた一輝に押されるものの、首を片手でつかんで追い詰めるが、崩壊した建物の鉄柱を頭部に突き立てられ死亡した。
ヴォルグ
一輝の命を狙う第2の刺客。一つ目玉に蝙蝠のような翼をもったガイ魔。戦闘能力は低いが催眠術で人を操る。一輝の級友やマンションの住人を操って襲わせた。催眠術で一輝を自殺させようとしたが、ウォンの幻覚投射で、車のバックミラーを一輝と錯覚させられ、自分自身に暗示をかけてしまったために自滅した。
ズー
ミミズの姿をしたガイ魔。一匹でなく集団で行動。無機物・生物に入り込んで操る。車を操って暴走させ、ミカに重傷を負わせた。更に、駐車場の警備員に取り付いて一輝に毒物を注射して殺そうともくろむも、駆けつけたミカに防がれ、正体を現して襲い掛かった末にミカの治癒で超能力を取り戻した一輝によって全滅させられた。
フェイススパイダー
巨大なクモの姿をしたガイ魔。人間の頭を喰って取り込み、自身の体内で分身として育てる。食った人間の顔は腹の部分に浮かび上がり、苦しみの声を上げ続ける。また、強力な粘液質の糸を吐いて動きを封じてくる。
浮かび上がる人間の顔は生前の姿そのままであるため、一輝に攻撃を躊躇わせ、その隙に一輝たちの動きを封じて追い詰める。しかし火が弱点であり、駆けつけてきたチビに焼き殺された。その後、喰らった人間の顔に脚が生えた多数の小蜘蛛を生み出すも、覚悟を決めた一輝の念動力で倒され、残った個体も焼け落ちる廃屋に巻き込まれた全滅した。
（名称不明）
ムカデの姿をしたガイ魔。人間に噛みついて毒液を注入することで人間を洗脳して操り、役目を終えた人間の首をねじ切らせて自害させる。この洗脳は生きている限り持続し、更には人間の能力を100％引き出すことができる。自身に戦闘能力はない。赤子に化けて電車の乗客や乗員を次々と操り、一輝達を襲わせる。しかし最後は操った人間に隠れていた所をチビによってその人間もろとも焼かれて死亡した。
（名称不明）
巨大なイモムシの姿をしたガイ魔。二本の管から放出される毒液はあらゆるものを溶かし、体は傷つけられても、生半可なことでは死なずに、すぐ再生してしまう。目が見えず、聴力に頼って行動する。
一輝の作戦で、自身の真上に垂直に毒液を放ってしまい、落ちてきたその毒液を浴びて溶けてしまった。
パラサイター
尼蛭に取り付いたガイ魔。触手の生えた脳のような姿をしていて、本体に戦闘力はないが、生物に寄生することでその者の細胞や超能力を自在に操ることが可能となる。チビと一輝の連携による炎を喰らいそうになり、テレポートで逃れようとしたものの、イワンの説得で思い改めた尼蛭に抵抗を受けてそのまま焼かれる。苦し紛れに一輝に寄生しようとしたがそのまま返り討ちにあって死亡した。
吸血ガイ魔
赤霧の町に現れたガイ魔。体つきはぶよぶよしたダルマのような体形で、体の動き自体は鈍いが、口から何本もの先端に毒針のある触手を素早く射出し、人間の生き血をその触手から吸い取る。しかし、その正体はガイ魔王復活の母体である。何十匹も存在し、それらが合体してガイ魔王となる。
ガイ魔の群れ
ガイ魔王復活に備えて集結したガイ魔達。サイファーをガイ魔王への生贄に捧げるべく、一輝達に襲い掛かる。1体1体は大した強さではないがその数は膨大で、更にミカとチビに奇襲で重傷を負わせ、始めは善戦していた一輝達を追い詰めていく。しかし最後は一輝が呼び込んだマグマによって全滅した。
ガイ魔王
全てのガイ魔を司る王。1万年間眠り続けたがついに復活の時が来る。その大きさは他のガイ魔達とは比較にならないほど巨大。しかし完全復活を前に、一輝が地盤を破壊して呼び込んだマグマに呑まれ、配下のガイ魔達共々消滅した。

## サイファーたちのその後
その後のことを知りたいと言うファンの要望に応えて原作者が自らの考えを掲示板上に告白したことがある。
それによれば、ウォンにも家族があり、戦後はその家族の下へと帰り静かに暮らしている。ミカと一輝は丁度姉弟のような関係ということになってきているので一輝をサポートしながらミカも自分の日常へと帰っていった。イワンと修太はそれぞれ自分の家族の場所へ、尼蛭は恐らく戦いの前と変わらず放浪しているが、一輝たちとであったことで少しは人間を信じることが出来るようになったのでは?とのこと。シンに関してはやはり死んでしまったとの認識であるらしい。
これは作者が一つの形として示したものであり、同じ文中には「皆さんの手で彼らのその後を想像してあげて欲しい」といった意図の文も見られた。
なお、ここ最近では『ラストエピソード』を30ページ前後の同人誌として発売できればという心境であることを明らかにしている。

## 書誌情報
- かとうひろし『サイファー』小学館〈てんとう虫コミックス〉全2巻

1. 1996年4月26日発売[2]、ISBN 978-4-09-142451-8
2. 1996年8月28日発売[3]、ISBN 978-4-09-142452-5